# Natàlia Grínina
Natàlia Grínina (en rus: Наталья Михайловна Гринина) va ser una ciclista russa que també va competir per la Unió Soviètica. Va guanyar dues medalles de bronze als Campionats del món en Contrarellotge per equips de 1991 i 1992.

## Palmarès
- 1991
  - Vencedora d'una etapa a la Volta a Cuba
- 1991
  - 1a a la Volta a Colòmbia